# Leptospermum squarrosum
Leptospermum squarrosum là một loài thực vật có hoa trong Họ Đào kim nương. Loài này được Gaertn. mô tả khoa học đầu tiên năm 1788.

## Hình ảnh

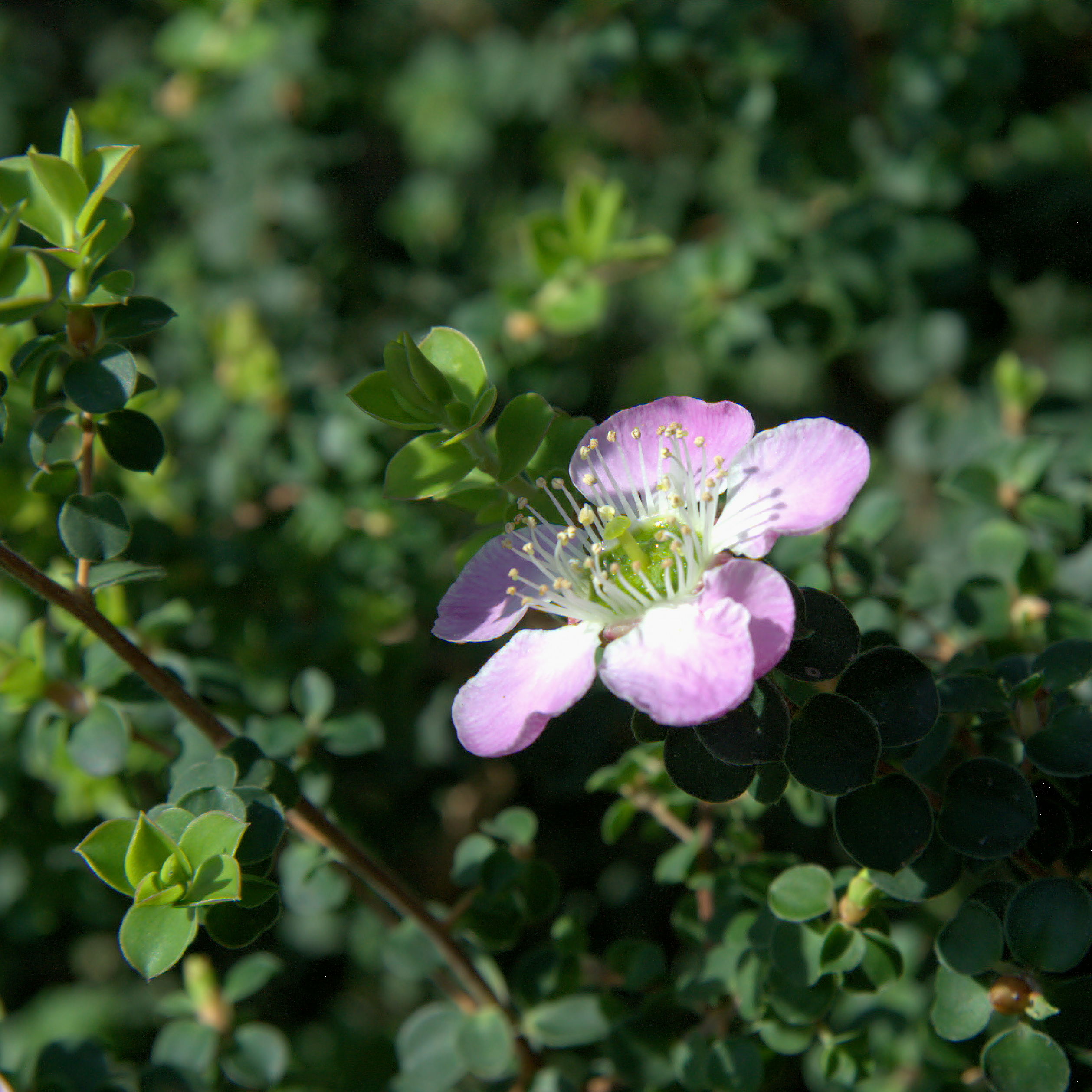
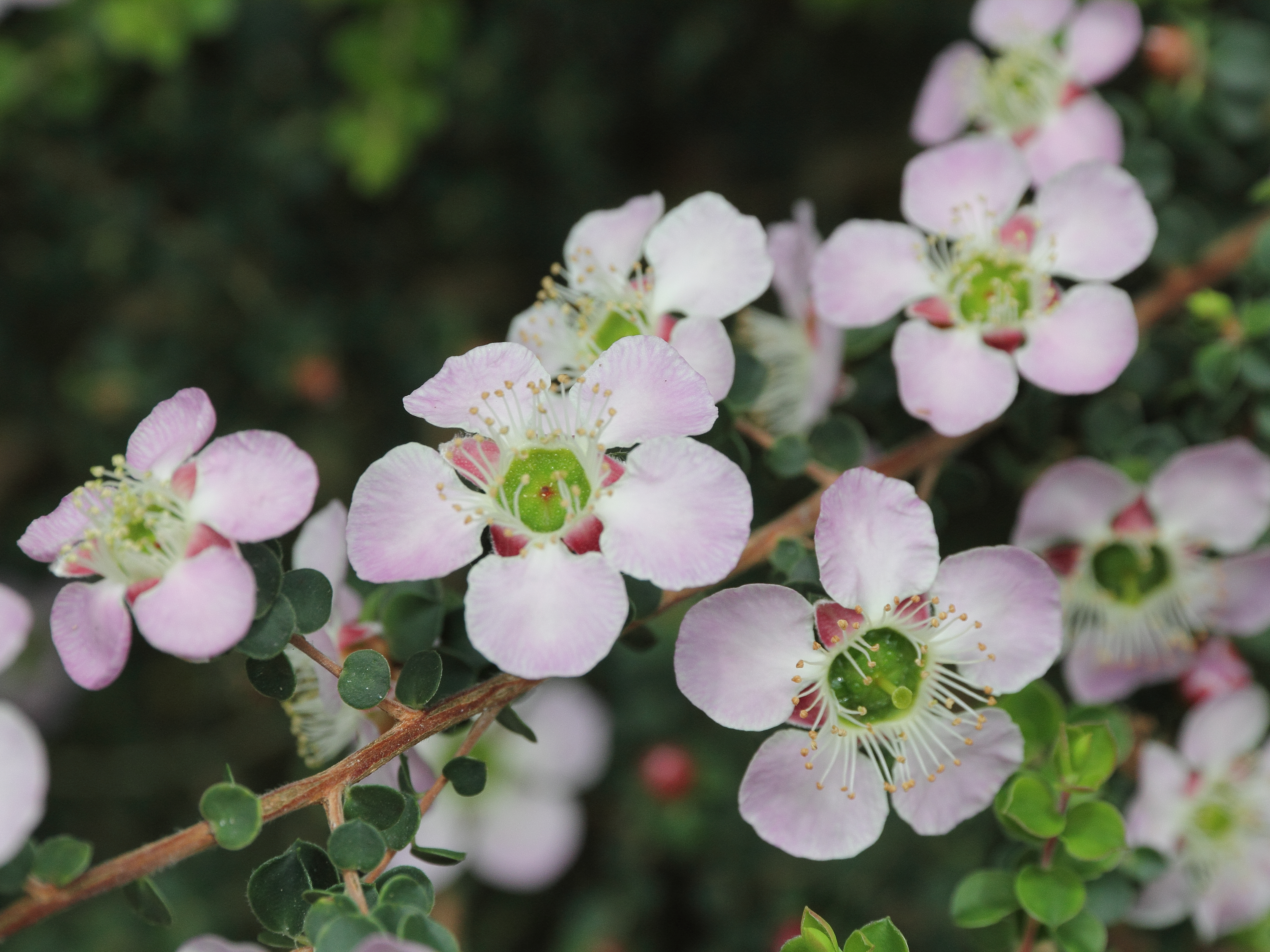
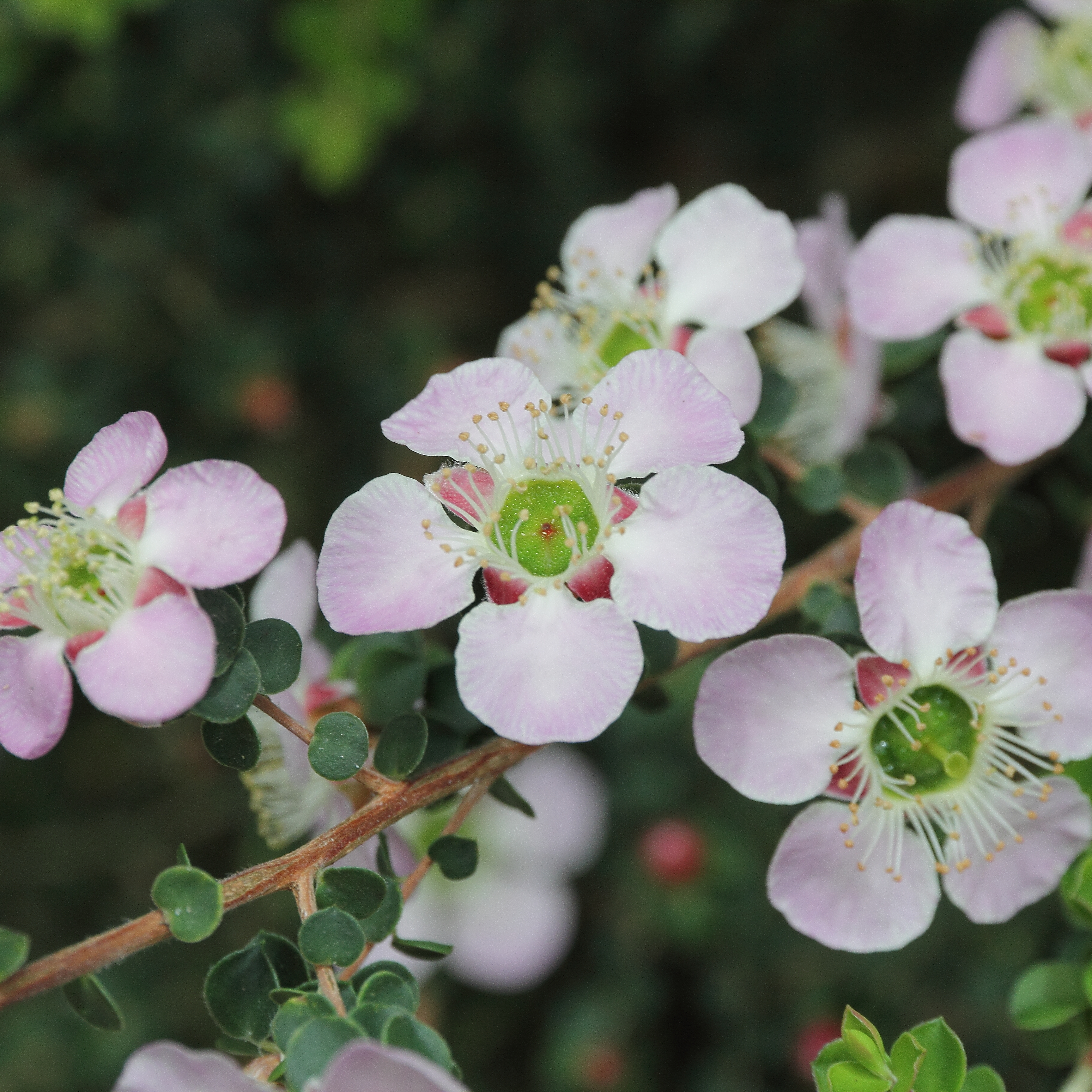